# 西昌西克
49°25′56″N 39°23′52″E / 49.43222°N 39.39778°E
西昌斯凱（烏克蘭語：Сичанське）是位於烏克蘭東部的村莊，由盧甘斯克州舊比利斯克區的馬爾基夫卡市鎮負責管轄。該村始建於1950年，面積1.98平方公里，海拔高度194米，2001年人口501，人口密度每平方公里253.4人。